# Michel Le Bris
Michel Le Bris (1 de fevereiro de 1944 – 30 de janeiro de 2021) foi um escritor francês.

## Carreira
Foi especialista em Robert Louis Stevenson e organizador do festival literário de Saint-Malo "Astonishing Voyageurs", que iniciou em 1990.
Le Bris' À traverse l'Écosse foi publicado em 1992. Lesley Graham faz uma avaliação crítica da sua evocação da Edimburgo de Stevenson no seu ensaio "Questions of Identity on the Stevenson Trail in Scotland".
Michel Le Bris é licenciado pela HEC Paris.